# 澄清下闸遗址
澄清下闸遗址，是一座元代古遗址，位于北京市东城区北河胡同东口。已列为北京市文物保护单位。

## 历史
澄清闸由元朝郭守敬建造，初名海子闸，分上、中、下三道闸口，用于调节积水潭水位，满足漕运需要。元贞元年（1295年）元世祖忽必烈赐名“澄清闸”。2016年，玉河古河道保护工程期间，发现澄清下闸遗址。2018年建成澄清下闸遗址展示区。

## 保护
2021年8月19日，澄清下闸遗址公布为第九批北京市文物保护单位。2021年10月22日，公布为北京第一批水利遗产。